# Холидей, Райан
Райан Холидей (англ. Ryan Holiday) (род. 16 июня 1987, Сакраменто) — американский маркетолог.

## Биография
Холидей начал свою профессиональную карьеру, бросив колледж в 19 лет. Он работал в компании Tucker Max, где организовал ряд скандальных трюков в СМИ, включая бойкот работы Макса в рамках запуска фильма. В 2009 году, Холидей работал с Робертом Грином, автором книги «48 законов власти», над бестселлером Грина в New York Times «50-й закон». Он работал директором по маркетингу в American Apparel и советником основателя Дова Чарни. Покинул компанию в октябре 2014 года. Он отвечал за ряд трюков со СМИ и много писал на тему медиа-манипуляций.

### Писатель
Холидей является автором нескольких книг, большая часть которых переведена на русский язык. Он также писал для Forbes, Fast Company, The Huffington Post, The Columbia Journalism Review, The Guardian, Thought Catalog, Medium и New York Observer.
В июле 2012 года он издал свою первую книгу «Верьте мне, я лгу: Признание медиа-манипулятора». В книге делается попытка выявить недостатки в существующей системе онлайн-журналистики. Она дебютировала в списке бестселлеров Wall Street Journal.
В феврале 2014 года Холидей был назначен главным редактором раздела «Бизнес и технологии» New York Observer.
Третья книга Холидей «Препятствие как путь» (англ. «The Obstacle is The Way») была опубликована 1 мая 2014 года в США. Книга основана на стоическом упражнении по представлению препятствий как возможностей. Американское издание книги было продано тиражом более 230 000 экземпляров. В русском языке также известна под переводом «Как решают проблемы сильные люди».
В 2016 году он выпустил четвёртую книгу «Эго — это враг», в которой в качестве тематических исследований приводятся различные исторические личности, чтобы проиллюстрировать, насколько эгоизм вредит личному счастью и успеху; и пятую, «Стоицизм на каждый день», которая является ежедневником с выдержками из стоицизма.
Его последняя книга, «Сила спокойствия», вышла в свет в октябре 2019 года в США, а в России – уже в 2020 году. Сила спокойствия — это сбалансированный подход к жизни, ограничение количества «шума» и, в основном ссылаясь на стоицизм, автор также ссылается на буддизм, конфуцианство, даосизм, а также на авраамические религии.
Русское издание книг выходило в издательстве МИФ. 

## Личная жизнь
На данный момент, Райан женат и имеет сына. Он живет в городе Остин.
Райан идентифицирует себя как атеист.
Противник Трампа, в 2016 и 2020 годах писал письма отцу, где настаивал последнему не голосовать за него. На выборах 2020 года, поддерживал Джо Байдена.